# چیمبرلین (داکوتای جنوبی)
چیمبرلین(به انگلیسی: Chamberlain) شهری در ایالت داکوتای جنوبی کشور ایالات متحده آمریکا است که جمعیت آن در سرشماری سال ۲۰۱۰ میلادی، ۲٬۳۸۷ نفر بوده‌است.